# Filles de la révolution américaine
Les Filles de la révolution américaine (Daughters of the American Revolution ou DAR) sont une organisation américaine réservée aux femmes qui peuvent prouver être descendantes d'une personne, civile ou militaire, impliquée dans l'instauration de l'indépendance des États-Unis en 1776. 

## Histoire
L'organisation, patriotique, travaille à la préservation de l'histoire du pays, ainsi qu'à la « bonne » éducation et aux bonnes mœurs. Le DAR est présent dans les cinquante États du pays, mais également à l'étranger comme en Australie, aux Bahamas, au Canada, en France, en Allemagne, au Japon au Mexique, en Espagne et au Royaume-Uni.
Sa devise est « God, Home, and Country » (« Dieu, Foyer, et Patrie »).
Certaines sections locales ont vu le jour le 11 octobre 1890 ; l'organisme a été officialisé au niveau national par le Congrès en 1896.
En 1939, les Filles de la révolution américaine empêchèrent la contralto noire Marian Anderson de se produire dans une salle de Washington, ce qui entraîna la démission d'Eleanor Roosevelt, alors « première mère » des DAR.
En 1977, Karen Batchelor Farmer est la première femme afro-américaine à intégrer les Filles de la révolution, en tant que descendante du patriote William Hood, soldat irlandais s'étant illustré au sein de la milice coloniale de Pennsylvanie.
A la fin du XXe siècle, les Filles de la révolution comptent environ 180 000 membres et 3 000 antennes locales aux États-Unis et dans le monde.

## Éligibilité
Pour accéder à l'organisation, il faut être une femme de plus de 18 ans et pouvoir prouver qu'un de ses ancêtres directs a participé à l'indépendance des États-Unis en tant que :
- signataire de la déclaration d'indépendance ;
- vétéran de la guerre d'Indépendance ;
- fonctionnaire du gouvernement américain pendant cette période ;
- membre du congrès continental ou d'assemblées d'État ;
- signataire du serment d'allégeance ;
- participants à la Boston Tea Party ;
- prisonnier de guerre, réfugié et défenseur d'un fort, docteur et infirmière ayant soigné des victimes parmi les révolutionnaires ;
- personne ayant fourni du matériel à la cause[1],[2].

Une fille adoptée par une personne dont la lignée est reconnue ne peut pas postuler dans l'organisation. Elle ne peut postuler qu'au travers de la lignée de ses parents naturels.

## Enseignement

### Écoles
Le DAR offre chaque année 1 million de dollars pour financer six écoles.

### Prix
Le DAR offre à des étudiants 150 000 $ par an en prix scolaires dans des institutions supérieures. Seulement deux des vingt prix sont réservés aux membres de l'organisation.

## Membres illustres
- Jane Addams
- Mary Jane Aldrich (en)(1833–1909)
- Isabel Anderson (en), écrivaine, bienfaisante, et humaniste[5]
- Eliza Frances Andrews, écrivaine et botaniste
- Susan B. Anthony, fondatrice de la National Woman Suffrage Association[6]
- Mary Baker Eddy, fondatrice de la Science chrétienne [6]
- Clara Barton, fondatrice de la Croix-Rouge américaine[6]
- Ruth Bryan Owen, diplomate américaine[7],
- Laura Bush, Première dame des États-Unis[6]
- Rosalynn Carter, Première dame des États-Unis[6]
- Irene Delroy, actrice[8]
- Bo Derek, actrice[6]
- Elizabeth Dole, sénatrice pour la Caroline du Nord[6]
- L'infante Eulalie de Bourbon, princesse et auteur[6]
- Lillian Gish, actrice[6]
- Caroline Harrison, Première dame des États-Unis[6]
- Lucinda Hinsdale Stone, féministe américaine fondatrice des écoles itinérantes et des clubs littéraires dans le Michigan[9]
- Grandma Moses, peintre[6]
- Janet Reno, procureur général des États-Unis[6]
- Ginger Rogers, actrice et danseuse[6]
- Eleanor Roosevelt
- Phyllis Schlafly,
- Gertrude Vanderbilt Whitney, sculptrice et mécène
- Mary Emma Woolley, présidente du Mount Holyoke College

## Culture populaire
- Dans la série télévisée Gilmore Girls, le personnage Emily Gilmore est membre du DAR. Elle y fait entrer par cooptation sa petite-fille, Rory Gilmore.
- Le groupe de rock The Black Crowes a sorti en janvier 2008 un titre intitulé Goodbye Daughters of the Revolution.
- Dans la pièce de théâtre La Ménagerie de verre de Tennessee Williams, Amanda Wingfield, la mère, est membre du DAR.
- Dans le roman La Couleur des sentiments, les DAR sont présentées comme une association raciste.
- Le peintre Grant Wood est l'auteur du tableau Filles de la Révolution en 1932.